# Balıkesir Karesi Spor Kulübü
O Balıkesir Karesi Spor Kulübü, conhecido também apenas como Karesi Spor, é um clube de basquetebol baseado em Balıkesir, Turquia que atualmente disputa a TBL. Manda seus jogos no Ginásio Esportivo Kurtdereli com capacidade para 1.600 espectadores.

## Histórico de Temporadas
| Temporada | Nível | Liga | Pos. | J    | PL  | Resultado          |
| --------- | ----- | ---- | ---- | ---- | --- | ------------------ |
| 2015-16   | 4     | TB3L |      |      |     | Promovido          |
| 2016-17   | 3     | TB2L | 1    | 16-2 | 7-3 | Promovidofinalista |
| 2017-18   | 2     | TBL  |      |      |     |                    |

- fonte:eurobasket.com